# Santa Catarina Quioquitani
Santa Catarina Quioquitani là một đô thị thuộc bang Oaxaca, México. Năm 2005, dân số của đô thị này là 439 người.